# Simon Bækgaard
Simon Bækgaard (født 14. oktober 1999) er en dansk professionel fodboldspiller, der spiller for Aarhus Fremad.

## Klubkarriere
Bækgaard startede sin karriere i Spangsbjerg IF.

### Esbjerg fB
I juni 2017 skrev Bækgaard under på en etårig kontraktforlængelse. Han fik sin debut for førsteholdet den 3. september 2017 i en 1. divisionskamp, da han startede inde og spillede de første 62 minutter, inden han blev erstattet af Mathias Kristensen i et 1-0-nederlag ude til Fremad Amager. Han forlængede atter sin kontrakt i oktober 2017 frem til sommeren 2021.
Han blev indlemmet i Esbjerg fB's førsteholdstrup i sommeren 2018 på permanent basis.
Den 7. november 2018 optrådte Bækgaard som indskifter mod SønderjyskE Fodbold i DBU Pokalen.

## Eksterne Henvisninger
- Simon Bækgaards spillerprofil på Transfermarkt (engelsk)
- Simon Bækgaards profil hos FootballDatabase.eu (engelsk)
- Simon Bækgaards spillerprofil på Soccerway (engelsk)